# Kenzy Loevett
Kenzy Loevett, nombre artístico de Sara Jiménez Moral (Madrid, 1992) es una cantante y diseñadora española. Es fundadora y vocalista de la banda de metal alternativo Megara.

## Biografía
Kenzy Loevett nació en Madrid, en 1992. Tras mudarse con su familia, se crio en la localidad almeriense de Aguadulce.
Es parte del movimiento metalero español. Su carrera musical se inició cuando tenía quince años, cuando tuvo su primera guitarra eléctrica. Es colaboradora del canal de YouTube Metalovision, y crea contenido sobre el género musical a través de su propio canal de Twitch. Sus referentes musicales son Taylor Momsen y Lzzy Hale.
Junto al guitarrista Rober, fundó la banda Megara, tras la disolución de una banda anterior a la que Kenzy se incorporó como vocalista tras ser descubierta por él a través de un anuncio en Internet. Su primer álbum, Muérase quien pueda, fue publicado en 2015. Al año siguiente, en 2016, publicaron Siete, mientras que en 2018 lanzaron Aquí estamos todos locos, y en 2021 el EP Pink Side.
Megara participó en el Benidorm Fest 2023 con la canción «Arcadia», quedando en cuarto lugar tras recibir 106 puntos. En 2024, volvieron a intentar participar en Eurovisión, pero esta vez representando a San Marino, consiguiendo la victoria en Un voce per San Marino con la canción «11:11».
Además de cantante, es diseñadora gráfica, y posee un negocio de venta de ropa, Abrakadabra, en la que imprime mensajes reivindicativos a favor del medio ambiente y su conservación, el veganismo y la lucha por los derechos del colectivo LGBTIQ+.

## Vida personal
Kenzy Loevett estuvo vinculada sentimentalmente de 2009 a 2021 con la actriz y modelo Aria Bedmar. Aria y Kenzy se comprometieron de 2009 a 2019 y se casaron en Almería el 2 de noviembre de 2019, su décimo aniversario de compromiso. El 5 de agosto de 2021 Aria anunció a través de su perfil Instagram que la relación entre las dos ha llegado a su fin después de doce años.Pero actualmente han retomado su relación y anunciado que esperan su primer bebé.

## Discografía

### Álbumes
- Muérase quien pueda (2015)
- Siete, (2016)
- Aquí estamos todos locos (2018)
- Pink Side (EP, 2021)

### Sencillos
- Arcadia (2023)
- 11:11 (2024)